# Olimpijski Konkurs Sztuki i Literatury 1948
Olimpijski Konkurs Sztuki i Literatury 1948 – 7. i zarazem ostatnia edycja konkursu, która odbyła się równolegle z Letnimi IO w Londynie w 1948. Medale zostały przyznane w pięciu kategoriach: architekturze, muzyce, literaturze, malarstwie i rzeźbiarstwie. Wystawa prac miała miejsce w Victoria & Albert Museum w dzielnicy Londynu - South Kensington. 
Na 43 sesji MKOL w Rzymie w 1949 roku podjęto decyzję o likwidacji konkursów sztuki i literatury w przyszłych edycjach letnich igrzysk olimpijskich. 

## Udział Polski
Polski Komitet Olimpijski i Ministerstwo Kultury i Sztuki zorganizowały konkursy krajowe. Zgłoszono do nich prawie 400 prac, w tym 318 plastycznych. W konkursie literackim zwyciężyła Oda Olimpijska Jarosław Iwaszkiewicza, drugie miejsce zajął Roman Sadowski za tomik Rzut oszczepem, a trzecie Wojciech Lipniacki. Jarosław Iwaszkiewicz otrzymał w olimpijskim konkursie wyróżnienie. 
W konkursie rzeźby zwyciężył Jerzy Bandura z pracą Kraul, drugie miejsce zajął Biegacz Franciszek Strynkiewicza, a trzecie Krystiana Antoniego Kenara. Prace Bandury i Strynkiewicza otrzymały wyróżnienia. 
Pierwsze miejsce w konkursie krajowym grafiki zajął Jerzy Jarnuszkiewicz, drugie Andrzej Jurkiewicz i trzecie Adam Marczyński, który na olimpiadzie otrzymał wyróżnienie za cykl rysunków piórkiem 8 szkiców. 
W konkursie krajowym zgłoszono 12 prac malarskich, ale jury nagrodziło tylko Mozaikę sportową Jacka Żuławskiego uznając, że pozostałe prace są słabe. 
Najwyższy poziom prezentował konkurs muzyczny na który zgłoszono 70 utworów. Pierwszą nagrodę otrzymała Kantata żniwna Stanislawa Wiechowicza, drugie Kantata olimpijska Grażyny Bacewicz, a dwie równorzędne trzecie Tadeusz Szeligowski i Zbigniew Turski za Symfonię Olimpijską. Ten ostatni utwór został doceniony przez jury konkursu olimpijskiego i przyznano mu złoty medal. Wyróżniono utwory Stanislawa Wiechowicza i Grażyny Bacewicz. 

## Medaliści

### Architektura
| Konkurencja               |                                                            |                                                                                        |                                                         |
| ------------------------- | ---------------------------------------------------------- | -------------------------------------------------------------------------------------- | ------------------------------------------------------- |
| Projekty architektoniczne | Adolf Hoch Skocznia narciarska w Kobenzl                   | Alfred Rinesch Centrum sportów wodnych w Carinthii                                     | Nils Olsson Łaźnie i hala sportowa w Göteborgu          |
| Planowanie miasta         | Yrjö Lindegren Centrum lekkoatletyczne w Varkus, Finlandia | Werner Schindler & Edy Knupfer Szwajcarskie, federalne centrum gimnastyczne i sportowe | Ilmari Niemeläinen Centrum atletyczne w Kemi, Finlandia |

### Literatura
| Konkurencja       |                          |                                  |                                |
| ----------------- | ------------------------ | -------------------------------- | ------------------------------ |
| Prace liryczne    | Aale Tynni Grecki laur   | Ernst van Heerden Sześć poematów | Gilbert Prouteau Rytm stadionu |
| Prace dramatyczne | −                        | −                                | −                              |
| Prace epiczne     | Giani Stuparich Jaskinia | Josef Petersen Mistrz olimpijski | Éva Földes Dobra młodzież      |

### Muzyka
| Konkurencja      |                                     |                                                    |                                        |
| ---------------- | ----------------------------------- | -------------------------------------------------- | -------------------------------------- |
| Wokal            | −                                   | −                                                  | Gabriele Bianchi Hymn olimpijski       |
| Instrumenty      | −                                   | John Weinzweig Divertimento na flet solo i smyczki | Sergio Lauricella Toccata na fortepian |
| Chór i orkiestra | Zbigniew Turski Symfonia olimpijska | Kalervo Tuukkanen Złap niedźwiedzia                | Erling Brene Wiguera                   |

### Malarstwo i sztuka graficzna
| Konkurencja             |                                                  |                                        |                                                  |
| ----------------------- | ------------------------------------------------ | -------------------------------------- | ------------------------------------------------ |
| Farby olejne i akwarele | Alfred Thomson Londyńskie mistrzostwa amatorskie | Giovanni Stradone Pistard              | Letitia Hamilton Meath Hunt Point-to-Point Races |
| Drzeworyty i ryciny     | Albert Decaris Basen pływacki                    | John Copley Gracze polo                | Walter Battiss Wybrzeże sportowe                 |
| Sztuka i rzemiosło      | −                                                | Alex Diggelmann Plakat MŚ w kolarstwie | Alex Diggelmann Plakat MŚ w hokeju na lodzie     |

### Rzeźbiarstwo
| Konkurencja        |                                  |                                   |                                     |
| ------------------ | -------------------------------- | --------------------------------- | ----------------------------------- |
| Statuetki          | Gustaf Nordahl Hołd dla witlinka | Chintanomi Kar Staż               | Hubert Yencesse Pływacy             |
| Płaskorzeźby       | −                                | −                                 | Rosamund Fletcher Koniec nakładki   |
| Medale i plakietki | −                                | Oskar Thiede Eight Sports Plaques | Edwin Grienauer Prize Rowing Trophy |